# Ефрем Сирин
Ефрем Сирин известен и като Ефрем Сириец (ок. 306-373 г.) е сирийски дякон, химнописец и богослов, християнски светец, един от църковните отци-учители на Църквата.
Сред творбите му са над 400 химни, разделени на групи – срещу ересите, за вярата, за рая, за девството и др.
Почитан от Римокатолическата, Православната, Англиканската, Шотландската Епископална църкви, Църквата на Уелс, и много други.

## Биография
Роден е в християнско семейство, в град Нисибис (Nisibis, днес Nusaybin - Нусайбин, Турция; край границата между Турция и Сирия).
Получава кръщение като младеж, по-къcно става монах и бива ръкоположен за дякон. Започва да пише коментари върху Библията и да композира химни, насочени към изясняване на различията, между Никейското богословие и множество влиятелни по негово време ереси – арианство, манихейство, маркионизъм (отхвърлящ Стария Завет), вардесанитска ерес и много други гностически секти, претендиращи за положението на истинска църква. Основава училището на Нисибис, което векове по-късно става основен център за обучение на Източната църква.
През 359 г. персите завземат град Нисибис и изселват цялото християнско население на града. Ефрем първо отива в Диарбекир, а след това – в град Едеса в Месопотамия (Edessa, днес Şanlıurfa). Там Ефрем се посвещава на служение на новото си паство, и продължава да се занимава с преподаване в училището на Едеса. 
Умира през 373 г., след като се заразява с чума, докато служи и се грижи за заразените с чума.